# زاغی‌های آبی
زاغی‌های آبی (نام علمی: Urocissa) نام یک سرده از تیره کلاغان است.

## گونه‌ها
- زاغی آبی تایوان, Urocissa caerulea
- زاغی آبی نوک‌سرخ, Urocissa erythrorhyncha
- زاغی آبی نوک‌زرد, Urocissa flavirostris
- زاغی آبی سری‌لانکا, Urocissa ornata
- زاغی بال‌سفید, Urocissa whiteheadi